# 野辺地戦争

野辺地の位置

野辺地戦争（のへじせんそう、明治元年9月23日（グレゴリオ暦1868年11月7日））は、会津戦争（戊辰戦争）の戦いの一つである。
奥羽越列藩同盟側の盛岡藩は9月20日に新政府に降伏し、22日に新政府に降伏が受け入れられていた。だが翌23日、新政府側の弘前藩及び黒石藩の連合軍が野辺地へ侵攻。交戦の結果、盛岡・八戸藩連合軍が弘前・黒石藩連合軍を撃退して戦闘は1日で終了し、新政府からは両藩の私闘として処理された。弘前藩はこのほかにも鹿角郡濁川にも放火のために出兵を行っており、本格的な侵攻ではなく、実績作りのための放火活動であると言われる。戦争と言われているが実際は小規模な局地戦であった。

## 背景

### 弘前藩の外交
弘前藩は7月13日の段階で奥羽越列藩同盟脱退を藩内に通知し、15日に久保田藩に続き同盟を脱退していた。その際、仙台藩からの使者を殺害したために領内が戦場となった久保田藩の失敗は踏襲しなかった。その上、脱退以降も列藩同盟とは公然と敵対しないよう弁解を用意し、中立の立場に自らを置いた。
実際には新政府側への支援として久保田藩に出兵（補給、医療部隊）していたが、そのことを8月14日に盛岡藩新渡戸伝蔵に詰問されるも「事実無根」と否定した。一方で列藩同盟側の庄内藩へも援兵し、弘前藩へは攻め込まないよう盛岡藩に対して依頼をさせることに成功した。
7月16日には深浦港に停泊していた庄内藩の船を金輪五郎ら奥羽鎮撫隊の直属兵士と久保田藩士が接収する事件が起きた。これは弘前藩からの援軍要請を受けて庄内藩が派遣した船で、200挺の新式銃を積んでいたが、弘前藩は受け取りを拒んで通報したものであった。「東征日記」によると接収された200挺の新式銃のうち100挺は久保田藩に、残りは本荘藩や新庄藩、亀田藩に分配したとある。
ここで、盛岡藩としては自らの掴んでいる久保田藩への援助疑惑と、列藩同盟側に味方していること、一方では約束を違えて久保田藩に出兵していることといった矛盾と直面することになって困惑する。「弘前藩の誠意を疑って攻め入るべき」という意見も目付の多賀佐市らから上がったが、出兵は見送られ、当面は秋田方面への侵攻に専念することになった。
その結果、盛岡藩を含む列藩同盟側は久保田藩の大館城へと迫り陥落目前となった。すると大館城の城代の佐竹義遵（佐竹大和）は追加の救援要請を弘前藩へ送った。参謀醍醐忠順は盛岡領への出兵を促したが、弘前藩は秋田での列藩同盟軍の優位を見て出兵せず、大館城は陥落した。
出兵こそなかったが大館攻城戦直前、弘前藩は久保田藩に対して鉄砲100挺と弾薬1万発を援助していた。また、大館城攻城戦には弘前藩の一部隊も参加しており池内村周辺に布陣していた。だが、大館城が南部藩によって攻略されると弘前藩は部隊を撤退させるとともに、藩境の久保田藩領陣馬村に部隊を駐留させた。
その後、9月に入って東北各地で新政府軍が優勢になると、大館城奪還を企図する新政府軍へと使者を送り、「兵備がようやく整ったので兵を派遣したい」と参軍の意を伝えた。こうして弘前藩は公然と新政府に兵を提出したものの、これらの経緯からより旗色を明確にする必要があり、そのための軍事行動が必要だった。
また弘前藩の秋田戦争への参加態度は、奥羽鎮撫総参謀である田村乾太左衛門らから「日和見である」と見られかねない状況でもあった。

### 野辺地
当時の野辺地は盛岡藩の西回り航路の拠点であり、港には大坂からの千石船が連日寄港していた。盛岡藩側は海産物、大豆、銅を輸出し、大坂からの物資が運び込まれている軍事上の要衝でもあった。盛岡領は直接の戦火を受けていないこともあり、野辺地は鹿角からの銅の輸送が減少したこと以外は戊辰戦争の影響を受けていなかった。9月10日、その野辺地が新政府軍佐賀藩の藩士中牟田倉之助の指揮する久保田藩の軍艦「春陽丸」によって砲撃される。中牟田がこの時期、突然盛岡領野辺地を攻撃した理由は久保田藩の命令の他に、7月15日の同盟脱退以来、一向に盛岡藩を攻めようとはしない弘前藩への示威行為との見方もされている。（ただ、弘前藩は9月2日には久保田藩への援軍申し込みを行い、9月5日には大館へ部隊を進軍させている。）この春陽丸の砲撃は60発におよんだが人的な被害はなく、逆に野辺地砲台からの盛岡藩の砲撃で春陽丸は被弾。帆綱を断ち切られて、春陽丸は久保田藩へと引き上げていった。

### 盛岡藩の対応
弘前藩の同盟脱退時から盛岡藩は攻撃を危惧し、7月16日の時点で家老栃内与兵衛を軍事総督として八戸藩からの2小隊を含む400名の備えを藩境においていた。だが、弘前藩の攻撃は9月に入っても起こらず、そのうち9月12日には同盟の盟主である仙台藩が降伏を申し入れ15日に受託されたことから、盛岡藩も継戦の理由を失って20日に新政府軍へ降伏。22日に受理されて盛岡藩の戊辰戦争は形式的には終結した。

## 経過
9月23日未明、小湊に駐屯していた弘前・黒石藩兵180名が3隊に分かれて行動を開始する。そのうち60名が藩境にある盛岡領の野辺地馬門村に進入し、一斉に放火を開始した。たちまち馬門村の全戸、民家64戸と寺院1件に火が燃え上がり、虚をつかれた盛岡・八戸藩の守備兵は逃走する。しかし、あまりの猛火は弘前・黒石藩側にとっても弊害となり、深夜の行動にもかかわらず燃え盛る炎に部隊の所在が明らかにされ、盛岡藩の野辺地守備の根拠地である野辺地軍事局への道も閉ざされ、大回りして向かわねばならなかった。一方で盛岡・八戸藩の軍事行動の責任者である総督栃内与兵衛は迎撃自体に反対し、6小隊とともに後方へと退いていた。その動きに乗じ、弘前・黒石藩は困難な渡河も果たして野辺地軍事局まであと250メートルの位置に接近。野辺地制圧が目前となったところで、駆けつけた盛岡藩安宅正路の七戸隊の襲撃を受けた。折りしも日の出の時刻であり、西から攻めて逆光となった弘前・黒石藩兵は視界を塞がれ、一方的な射撃を受けて壊乱状態となり、隊長の小島左近・半隊司令士谷口永吉が戦死。弘前・黒石藩は撤退し、野辺地戦争は終結した。
なお、弘前・黒石藩側の戦死者にはいくつか説があり、弘前藩の戦死略歴では29名とあるものの、通説では野辺地町に残る墓碑に刻まれた名前より27名とするものが多い。青森県立野辺地高等学校の竹内司郎校長によると、この他に太政官日誌などの資料から重複しないようにまとめたところ、津軽側の戦死者は45名まで膨れ上がると主張している。また、弘前藩側が戦死者数を少なくしようとした原因はよくわかっていないが、竹中校長は「奥羽越列藩同盟から脱退した弘前藩が官軍としての実績づくりのため犠牲を少なく見せたかったという事情と、藩財政が逼迫する中で戦死者の家族に支給する手当を抑えたかったためではないか」と推測している。

## 戦後処理
10月2日、盛岡藩は津軽に移った新政府軍の参謀局から呼び出しを受ける。すでに責任者の盛岡藩の家老栃内与兵衛は自領に引き上げて不在であったため、新渡戸傳と留守役の上山守古の二名が出頭した。奥羽鎮撫総参謀である田村乾太左衛門は出頭した二名に武力衝突の瑕疵を難詰し、事の次第では盛岡藩へ向けて出兵すると恫喝を行った。新渡戸傳は自らの首級をもって許されることを願ったが、戦闘の責任者ではないために受け入れられず、本来の責任者の栃内与兵衛は盛岡の自領にこもってしまったために盛岡藩は返答に窮した。その後、考え直した田村乾太左衛門により「首級を献ずるに及ばず」との沙汰が下るが、その間にも盛岡藩目付の赤前治部左衛門らが戦闘の隊長を名乗って出頭していた。結局、この戦闘は両藩の私闘という形で決着がつき、それ以上の処分はなかった。

### その後の馬門村
一年後の明治2年（1869年）の11月6日、戦闘による放火を受けた馬門村に弘前藩から二名の使者が来訪した。弘前藩士らは対応した馬門村庄屋に「戦闘は本意ではなく、佐賀藩からの圧迫を受けてやむなく侵攻したが、それだけに馬門村の村民が気の毒でならない。弘前藩は償いとして米30俵、材木200石、すだれ1戸あたり10枚を支給したい」と被害にあった64戸、寺院1件への賠償を提案した。だが、庄屋の川村六次郎は丁重に断り、「この手厚い賠償が我が藩と他藩との前例となると、久保田藩との戦闘で同様に放火を行った盛岡藩にとって後難となる恐れがある」との理由を述べた。この対応は評判となり、争いがあった藩境の村ゆえに藩から隠密が派遣されていたのだという噂がたったほどであった。